# Bergkirche (Bad Bergzabern)
Die Protestantische Bergkirche ist eine ehemalige Schlosskirche in der rheinland-pfälzischen Stadt Bad Bergzabern in Deutschland. Sie steht nur wenige Hundert Meter vom Bergzaberner Schloss entfernt.

## Geschichte
Die Bergkirche wurde von 1720 bis 1730 von der lutherischen Gemeinde erbaut. Laut Denkmalliste ist sie mit dem Jahr 1733 bezeichnet. Finanziell wurde der Bau von Herzogin Karoline von Pfalz-Zweibrücken unterstützt, die als Witwe im Bergzaberner Schloss lebte und sie seinerzeit als Schlosskirche nutzte. Weil eine Fürstenloge fehlte, wurde ein vergittertes Gestühl für die Herrschaft eingebaut. In der Gruft unter dem Altar sind die Mutter von Herzogin Karoline, die Gräfin Philippine Henriette von Nassau-Zweibrücken und ihre Schwester, Prinzessin Henriette, beigesetzt.

## Ausstattung
Die Bergkirche ist im Stil des Barock erbaut. Ihre Kassettendecke stellt das Firmament mit goldenen Sternen, Sonne und Mond dar. Eine Besonderheit der Kanzel ist außer dem Kronenschalldeckel eine Predigt-Sanduhr. Die Orgel von 1782 mit zwei Posaunenengeln und dem herzoglichen Wappen baute Johann Karl Baumann.

## Glocke

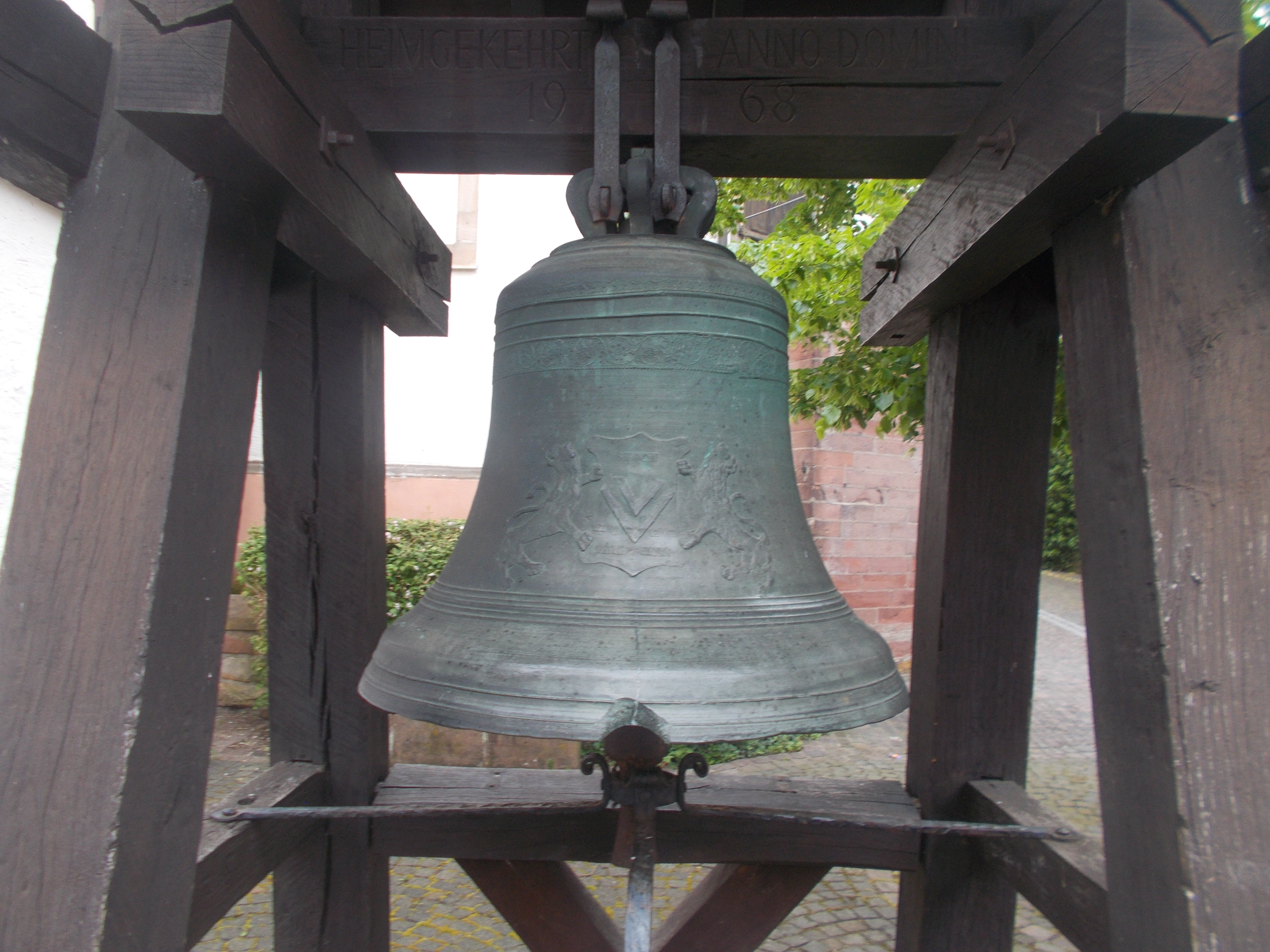
Glocke Bergzabern Bergkirche

Vor der Kirche steht eine 1753 gegossene Glocke. 1794 wurde sie von französischen Truppen ins Elsass verschleppt und dort im Zweiten Weltkrieg stark beschädigt. 1962 stiftete Bergzabern eine neue Glocke und tauschte die alte aus, die seitdem dort steht.